# Tee Higgins
Tamaurice William „Tee“ Higgins (geboren am 18. Januar 1999 in Oak Ridge, Tennessee) ist ein US-amerikanischer American-Football-Spieler auf der Position des Wide Receivers. Er spielte College Football für die Clemson University und steht seit 2020 bei den Cincinnati Bengals in der National Football League (NFL) unter Vertrag.

## College
Higgins besuchte die Highschool in seiner Heimatstadt Oak Ridge, Tennessee, und spielte dort Football und Basketball. Er erhielt sowohl für American Football als auch für Basketball mehrere Stipendienangebote von Colleges. Als eines der landesweit vielversprechendsten Highschool-Talente auf der Position des Wide Receivers entschied er sich für Football und ging daher ab 2017 auf die Clemson University, um dort für die Clemson Tigers zu spielen.
Als Freshman blieb Higgins für Clemson weitgehend unauffällig und fing 17 Pässe für 345 Yards und zwei Touchdowns. Beide Touchdowns sowie 178 Receiving Yards bei sechs gefangenen Pässen erzielte er im Spiel gegen The Citadel. In seinem zweiten College-Jahr konnte Higgins sich als Starter etablieren und kam auf 936 Yards Raumgewinn im Passspiel sowie zwölf Touchdowns. Mit Clemson, angeführt von Quarterback Trevor Lawrence, gewann er das College Football Playoff National Championship Game, die nationale College-Football-Meisterschaft. Neben Freshman Justyn Ross war er der bedeutendste Receiver des Teams.
In seinem dritten Jahr am College fing Higgins 59 Pässe für 1167 Yards und fand 13-mal den Weg in die Endzone. Er wurde in das All-Star-Team der Atlantic Coast Conference (ACC) gewählt und stand mit den Tigers wie im Vorjahr im Spiel um die nationale Meisterschaft, in dem Clemson in diesem Jahr LSU unterlag. Im Anschluss an die Finalniederlage gab Higgins bekannt, dass er sich für den NFL Draft 2020 anmelden würde. Insgesamt kam er in drei Jahren bei den Tigers auf 135 gefangene Pässe für 2448 Yards und 27 Touchdowns. Mit 27 Touchdowns egalisierte er den Rekord für die meisten Touchdowns eines Spielers von Clemson, gehalten von DeAndre Hopkins und Sammy Watkins.

## NFL
Higgins wurde im NFL Draft 2020 in der zweiten Runde an 33. Stelle von den Cincinnati Bengals ausgewählt. Zunächst war er als dritter Receiver hinter A. J. Green und Tyler Boyd eingeplant.
Nachdem er bei seinem NFL-Debüt in Woche 1 bei 15 Snaps noch keinen Pass fangen konnte, steigerte er sich im weiteren Saisonverlauf und konnte sich als eine der wichtigsten Anspielstationen von Rookie-Quarterback Joe Burrow etablieren. Am 3. Spieltag fing er gegen die Philadelphia Eagles seine ersten beiden Touchdownpässe in der NFL. Im Spiel gegen die Indianapolis Colts am 6. Spieltag kam Higgins erstmals auf über 100 Receiving Yards in einem NFL-Spiel. Insgesamt fing Higgins als Rookie 67 Pässe für 908 Yards und sechs Touchdowns.
In der Saison 2021 fing Higgins 74 Pässe für 1091 Yards und sechs Touchdowns, damit war er nach Ja’Marr Chase der zweiterfolgreichste Wide Receiver des Teams. Mit den Bengals erreichte er 2021 den Super Bowl LVI, in dem Cincinnati den Los Angeles Rams mit 20:23 unterlag. Higgins fing im Super Bowl vier Pässe für 100 Yards Raumgewinn und erzielte dabei zwei Touchdowns.
In seinem dritten Jahr in der NFL konnte Higgins mit 74 gefangenen Pässen für 1029 Yards und sieben Touchdowns an seiner Leistung aus dem Vorjahr anknüpfen. In der Spielzeit 2023 verpasste Higgins verletzungsbedingt fünf Spiele und verzeichnete 42 gefangene Pässe für 656 Yards und fünf Touchdowns.
Vor dem Ablauf seines Rookievertrags belegten die Bengals Higgins im Februar 2024 mit dem Franchise Tag. Er verpasste in der Saison 2024 fünf Spiele verletzungsbedingt und fing 73 Pässe für 910 Yards, mit 10 Touchdowns stellte er einen neuen Karrierebestwert auf. Daraufhin erhielt er vor der Saison 2025 zum zweiten Mal in Folge den Franchise Tag, da er sich mit den Bengals erneut nicht auf eine Vertragsverlängerung hatte einigen können. Mitte März 2025 einigte Higgins sich schließlich mit den Bengals auf eine Vertragsverlängerung um vier Jahre im Wert von 115 Millionen US-Dollar.

### NFL-Statistiken
| Saison                             | Team               | Spiele | Spiele | Receiving | Receiving | Receiving | Receiving | Receiving | Fumbles | Fumbles |
| Saison                             | Team               | GP     | GS     | Rec       | Yds       | Avg       | Lng       | TD        | Fum     | Lost    |
| ---------------------------------- | ------------------ | ------ | ------ | --------- | --------- | --------- | --------- | --------- | ------- | ------- |
| 2020                               | Cincinnati Bengals | 16     | 14     | 67        | 908       | 13,6      | 67        | 6         | 1       | 1       |
| 2021                               | Cincinnati Bengals | 14     | 14     | 74        | 1091      | 14,7      | 54        | 6         | 1       | 1       |
| 2022                               | Cincinnati Bengals | 16     | 16     | 74        | 1029      | 13,9      | 59        | 7         | 0       | 0       |
| 2023                               | Cincinnati Bengals | 12     | 11     | 42        | 656       | 15,6      | 80        | 5         | 0       | 0       |
| 2024                               | Cincinnati Bengals | 12     | 9      | 73        | 911       | 12,5      | 42        | 10        | 1       | 1       |
| Total                              | Total              | 70     | 62     | 330       | 4595      | 13,9      | 80        | 34        | 3       | 3       |
| Quelle: pro-football-reference.com |                    |        |        |           |           |           |           |           |         |         |